# جزيرتا الأخوان (سكيكدة)
جزيرتا الأخوان (بالإنجليزية: The Two Brothers Islands)‏ هما جزيرتين صغيرتين تقعا في البحر الأبيض المتوسط أقصى شمال غرب ساحل عين زويت بولاية سكيكدة الواقعة شمال شرق الجزائر، تبعدان عن الساحل بحوالي 1 كم و تبلغ مساحة الجزيرتين مجتمعتين حوالي 0.6 هكتار.